# Baptisten in Indonesien
Baptisten in Indonesien gibt es nachweislich seit Mitte des 20. Jahrhunderts. Zwar hatten englische Missionare bereits Anfang des 19. Jahrhunderts den Versuch unternommen, auf dem Gebiet des heutigen Indonesiens baptistische Gemeinden gründen, sie blieben aber erfolglos.
Drei der insgesamt sechs indonesischen Baptistenunionen gehören dem Baptistischen Weltbund an. Diese sind:
- Union of Indonesian Baptist Churches (indonesisch: Gabungan Gereja Baptis Indonesia)
- Convention of Indonesian Baptist Churches (Kerapatan Gereja Baptis Indonesia).
- The Fellowship of Baptist Churches of Papua (Persekutuan Gereja-Gereja Baptis Papua)

Nicht zum Weltbund gehören folgende indonesische Gemeindebünde:
- Independent Baptists of Indonesia (Gereja Baptis Independent di Indonesia)
- Jakarta Synod of the Baptist Christian Church (Sinode Gereja Kristen Baptis Jakarta)
- Fellowship of Irian Jaya Baptist Churches (Persekutuan Gereja – Gereja Baptis Irian Jaya)

Neben den genannten Baptistenbünden, die zwischen 1981 und 2009 zu einer nationalen Arbeitsgemeinschaft, der Persekutuan Baptis Indonesia, zusammengeschlossen haben, existieren auch unabhängige Baptistengemeinden, über deren Mitgliederzahlen es keine genauen Angaben gibt.

## Geschichte
In der Zeit der Koalitionskriege kam das niederländische Kolonialreich in Niederländisch-Ostindien für kurze Zeit in britische Hände. Die Missionsgesellschaft der britischen Baptisten nutze diese Gelegenheit, über zwanzig Missionare nach Java, Sumatra und auf die Molukken zu entsenden. Unter ihnen war ein Sohn William Careys (1761–1834) sowie ein Neffe William Wards (1769–1823). Zur Gruppe dieser Missionare gehörte auch Gottlob Brückner (1783–1857), der aus Sachsen stammte und sowohl in Berlin als auch in den Niederlanden studiert hatte, um sich auf die Arbeit unter den Einwohnern Javas vorzubereiten. Nachdem er einige Jahre auf dem ostindischen Missionsfeld gearbeitet hatte, konvertierte er 1816 zu den Baptisten und trat in die Dienste der Londoner Missionsgesellschaft. Während die anderen Missionare nach kurzer Zeit aufgaben beziehungsweise durch Krankheit oder aufgrund des politischen Umbruchs aufgeben mussten, blieb Brückner bis an sein Lebensende auf Java. Zu seinen besonderen Leistungen gehört die erste Übersetzung des Neuen Testaments in die Javanische Sprache. Sowohl Brückner als auch die anderen Pioniere hinterließen auf dem Gebiet des heutigen Indonesien keine Gemeindegründungen, die die folgenden Jahrzehnte überdauerten.
Im Jahr 1949 verwies China alle ausländischen Missionare des Landes. Die US-amerikanischen Südlichen Baptisten suchte deshalb neue Einsatzgebiete für ihre Chinamissionare und entschieden sich unter anderem für Indonesien, das im selben Jahr seine politische Unabhängigkeit erhalten hatte. Zu Weihnachten 1951 trafen drei ehemalige Chinamissionare in Jakarta, der Hauptstadt Indonesiens, ein und erhielten bereits zwei Monate später von der neuen Regierung die Erlaubnis, mit einer Missionsarbeit zu beginnen. Ebenfalls um 1949 kehrte der Indonesier Ais Permes in seine Heimat zurück. Er stammte ursprünglich von den Molukken, die er in den kriegerischen Auseinandersetzungen der 1940er Jahre als Jugendlicher verlassen musste. Er hatte dabei geholfen, die Besatzung eines abgestürzten amerikanischen Kampfflugzeugs zu retten. Er emigrierte zunächst nach Australien und später in die Vereinigten Staaten. Dort lernte er als Student über die Baptisten das Christentum kennen und schloss sich ihnen an. Nach seiner Heimkehr berichtete er in seinem Umfeld von seinem neu gewonnenen Glauben und gründete einen Kreis für Interessierte. Diese Gruppe wurde die Keimzelle einer großen Baptistengemeinde in der Hauptstadt Indonesiens. Inzwischen hatte Permes auch Kontakt zu den amerikanischen Missionaren aufgenommen und sich mit ihnen zusammengeschlossen.

## Gemeindeverbände
Während der im Folgenden erstgenannte Gemeindeverband in der Wirksamkeit Ais Permes' und der drei anderen erwähnten Missionare hatte, geht die Geschichte der anderen Gemeindeunionen auf andere, größtenteils unabhängige Missionsarbeiten zurück.

### Union of Indonesian Baptist Churches/Gabungan Gereja Baptis Indonesia
Bis 1970 waren auf Java und den anderen Inseln so viele neue Gemeinden entstanden, dass man sich bei einer Synode im August 1971 entschloss, einen nationalen Verband der indonesischen Baptistengemeinden zu gründen. Er erhielt den Namen Gabungan Gereja Baptis Indonesia (GGBI). Unter seiner Obhut standen auch zahlreiche Einrichtungen, die in den dreißig Jahren zuvor mit Hilfe amerikanischer Baptisten entstanden waren. Dazu gehörten ein Theologisches Seminar, ein Verlagshaus, mehrere geistliche Bildungszentren für Studenten sowie das 1957 errichtete Krankenhaus Kediri Baptist Hospital in der Stadt Kediri auf der Insel Java.
Die GGBI setzte die Zusammenarbeit mit der Southern Baptist Convention fort, holte aber auch baptistische Missionare anderer Nationen ins Land, darunter solche aus Japan und Korea.

### Convention of Indonesian Baptist Churches/Kreapatan Gereja Baptis Indonesia
Die Gründung der Kreapatan Gereja Baptis Indonesia hatte eine „nichtbaptistische“ Vorgeschichte in den 1930er und 1940er Jahren. Mehrere junge Leute aus Minahasa (Nord-Sulawesi), die dort der aus den Niederlanden stammenden Altreformierten Kirche angehörten, studierten an einer überkonfessionellen Bibelschule in Süd-Sulawesi. Sie gelangten im Laufe ihres Studiums zu der Überzeugung, dass ein persönlicher Glaube sowie die Gläubigentaufe wesentliche Voraussetzung für die Mitgliedschaft in einer christlichen Gemeinde sind. Als sie versuchten, diese Überzeugungen in ihren Heimatgemeinden zu verbreiten, stießen sie auf Widerstand. Daraufhin gründeten sie im Oktober 1951 eine neue non-denominationelle Kirchengemeinschaft. Im Laufe der folgenden Jahre entwickelte sich enge Kontakte zum Baptistischen Seminar in Semarang auf Java, an dem auch Mitglieder der neuen Gemeinschaft sich auf einen pastoralen Dienst vorbereiteten. Das führte unter anderem dazu, dass sich die bis dahin namenlose christliche Kirche ab 1979 das Attribut „baptistisch“ zulegte. Die Gemeinschaft entwickelte eine starke missionarische Aktivität, die dazu führte, dass nicht nur auf Sulawesi, sondern auch auf den Sangir- und Taulaudinseln sowie auf Halmahera, in verschiedenen Bezirken Javas und Sumatras, besonders aber im Westen Kalimantans neue Baptistengemeinden sich etablierten und miteinander die VereinigungKreapatan Gereja Baptis Indonesia bildeten. Die Missionsarbeit wurde sowohl durch die Südlichen Baptisten der USA als auch durch den Kanadischen Baptistenbund gefördert.

### Evangelical Baptist Association of Indonesia/Gereja Perhimpunan Injili Baptis Indonesia
Der Gemeindebund Gereja Perhimpunan Injili Baptis Indonesia wurde 1956 als non-denominationelle Union gegründet. Seine Entstehungsgeschichte ist mit Gemeindegründungen verbunden, die auf John Breman, einen US-Amerikaner niederländischer Herkunft, zurückgehen. Er hatte um die Mitte der 1920er Jahre mit einer Missionsarbeit unter den Einwohnern Dayaks im Westen Kalimantans begonnen. Seit 1963 trägt der von Breman initiierte Gemeindebund die Konfessionsbezeichnung „Baptisten“. Ein „selbsternannter Arzt“ stellte Ende der 1950er Jahre eine Verbindung zur Conservative Baptist Mission in den USA her. 1961 erreichten erste Missionare dieser Organisation Indonesien und gründeten in Serukam das Bethesda Hospital, das sich im Lauf der Jahre zu einer „herausragenden medizinischen Institution“ entwickelte. Auch andere Einrichtungen unter der Obhut der Gereja Perhimpunan Injili Baptis Indonesia entstanden mit Hilfe der Conservative Baptists, darunter Jugendherbergen und Bibelschulen.

### Independent Baptists in Indonesia/Gereja Baptis Independent di Indonesia
1970 erreichten unabhängige Baptistenmissionare die indonesischen Inseln. Sie gehörten verschiedenen Missionsgesellschaften an, unter ihnen die World Baptist Fellowship, Baptist Bible Fellowship (USA) und deren japanische Partnerorganisation sowie die Macedonia World Baptist Missions und weiteren Organisationen. Schwerpunkt der Missionsarbeit war anfangs der Großraum Jakarta. Hier befindet sich auch seit 1971 eine Bibelschule der unabhängigen Baptisten. Weitere Gemeinden und Einrichtungen entstanden im Westen und im Zentrum Javas sowie in Nord-Sumatra. Der Gemeindebund konstituierte sich 1986 aufgrund einer Anordnung der indonesischen Regierung.

### Jakarta Synod of the Baptist Christian Church/Sinode Gereja Kristen Baptis Jakarta
Im Jahr 1952 verließ ein kleiner Kreis von Christen eine mandarinsprachige Gemeinde in Jakarta. Durch den Einfluss des Pastors Ernest Loong, der von Hongkong nach Indonesien migriert war, konstituierten sie sich 1953 als Baptistengemeinde. Etwas später entsandte die Missionsgesellschaft Baptist Mid-Missions einen Missionar nach Jakarta, der der jungen Gemeinde beim weiteren Gemeindeaufbau half. Mitte der 190er Jahre entstanden auch auf Belitung und auf Sumatra Gemeinden der Jakarta Synod of the Baptist Christian Church. Wie der Name dieser baptistischen Gemeinschaft verrät, versteht sie sich als eine „baptistische christliche Kirche“ mit lokalen Niederlassungen. Dieses ekklesiologische Verständnis ist bei genuin asiatischen Baptisten häufiger anzutreffen. Die vom amerikanischen und europäischen Baptismus geprägten Denominationen sehen sich stärker als Zusammenschlüsse selbständiger Ortskirchen.

### Fellowship of Irian Jaya Baptist Churches/Persekutuan Gereja-Greja Baptis Irian Jaya
Den Grundstein zu diesem Gemeindeverband legten australische Missionare, die in Papua-Neuguinea einheimische Baptistengemeinden gegründet hatten.
Sie erkundeten ab 1955 die Möglichkeiten, im Westen der Insel Neuguinea (heute die indonesische Provinz Irian Jaya) mit einer Missionsarbeit unter der einheimischen Bevölkerung zu beginnen. Erste Evangelisationen begannen bereits ein Jahr später und fanden geöffnete Türen. Unabhängig von den Einflüssen der Missionare hatte der Stamm der Danis damit begonnen, seine Fetische zu verbrennen. Erste baptistische Taufen in Westguinea fanden im Mai 1962 statt. Im Anschluss daran setzt eine massive Verfolgung durch animistisch geprägte Einheimische ein, bei der mehrere der Neugetauften ermordet wurden. Dennoch wuchsen die Gemeinden in Irian Jay, sodass bereits 1966 die Persekutuan Gereja-Greja Baptis Irian Jaya als Dachverband gegründet werden konnte, was die Missionsarbeit noch einmal intensivierte. Allein im Jahr 1982 wurden 7000 Danis getauft.

### Nationale baptistische Arbeitsgemeinschaft:Persekutuan Baptis Indonesia
Unter dem Namen Persekutuan Baptis Indonesia (deutsch: Indonesische Baptistengemeinschaft) wurde am 4. März 1981 eine nationale baptistische Arbeitsgemeinschaft ins Leben gerufen. Gründungsmitglieder waren die Association of Indonesian Baptist Churches, die Kerapatan Baptist Church of Indonesia (KGBI) und Fellowship of Baptist Churches of Irian Jaya. 1989 schlossen sich weitere indonesische Baptistenunionen an: die Independent Baptists in Indonesia und die Evangelical Baptist Association of Indonesia. 1991 trat die die Jakarta Synod of the Baptist Christian Church der Arbeitsgemeinschaft bei, gefolgt 2009 von der bis dahin unabhängigen Baptistengemeinde Anugerah Baptist Church, die in Sorong / Westpapua ihren Sitz hat.

## Statistik
Die folgenden Zahlenangaben sind dem Handbuch Baptists around the World und den statistischen Angaben des Baptistischen Weltbunges entnommen. Bei den angegebenen Mitgliederzahlen ist zu bedenken, dass in taufgesinnten Kirchen und Gemeinschaften, nur solche als Mitglieder gelten, die die Gläubigentaufe empfangen haben.
| Name                                                                                      | Gemeinden / Mitglieder 1995 | Gemeinden / Mitglieder 2020 | Bemerkungen |
| ----------------------------------------------------------------------------------------- | --------------------------- | --------------------------- | --- |
| Union of Indonesian Baptist Churches (Gabungan Gereja Baptis Indonesia)                   | 625 G / 50.000 M            | 648 G / 45.450 M            | Der Gemeindebund ist Mitglied des Baptistischen Weltbundes und der Asiatisch-Pazifischen Baptistischen Föderation. Er gehört auch zur nationalen baptistischen Arbeitsgemeinschaft Persekutuan Baptis Indonesia. |
| Convention of Indonesian Baptist Churches (Kerapatan Gereja Baptis Indonesia)             | 214 G / 7.000 M             | 149 G / 9.976 M             | Der Gemeindebund ist Mitglied des Baptistischen Weltbundes und der Asiatisch-Pazifischen Baptistischen Gemeinschaft. Er gehört auch zur nationalen baptistischen Arbeitsgemeinschaft Persekutuan Baptis Indonesia. |
| The Fellowship of Baptist Churches of Papua (Persekutuan Gereja-Gereja Baptis Papua)      | 119 G / 5.500 M             | 310 G / 70.000 M            | Der Gemeindebund ist Mitglied des Baptistischen Weltbundes und der Asiatisch-Pazifischen Baptistischen Gemeinschaft. Er gehört auch zur nationalen baptistischen Arbeitsgemeinschaft Persekutuan Baptis Indonesia. Sein früherer Name lautete: Evangelical Baptist Association of Indonesia (Gereja Perhimpunan Injili Baptis Indonesia) |
| Fellowship of Irian Jaya Baptist Churches (Persekutuan Gereja – Gereja Baptis Irian Jaya) | 170 G / 49.000 M            | ?                           | Der Gemeindebund gehört zur nationalen baptistischen Arbeitsgemeinschaft Persekutuan Baptis Indonesia und ist über sie mit dem Baptistischen Weltbund verbunden. |
| Independent Baptists of Indonesia (Gereja Baptis Independent di Indonesia')               | 56 G / 5.000 M              | ?                           | Der Gemeindebund gehört zur nationalen baptistischen Arbeitsgemeinschaft Persekutuan Baptis Indonesia und ist über sie mit dem Baptistischen Weltbund verbunden. |
| Jakarta Synod of the Baptist Christian Church (Sinode Gereja Kristen Baptis Jakarta)      | 6 G / 2.000 M               | ?                           | Der Gemeindebund gehört zur nationalen baptistischen Arbeitsgemeinschaft Persekutuan Baptis Indonesia und ist über sie mit dem Baptistischen Weltbund verbunden. |